# Världsmästerskapen i kortbanesimning 2016
Världsmästerskapen i kortbanesimning 2016 var de 13:e världsmästerskapen i kortbanesimning och anordnades mellan 6 och 11 december 2016 i Windsor, Kanada. Det var i december 2012 som FINA valde Windsor som arrangörsstad framför Hongkong, Abu Dhabi och Asjchabad. Det var första gången som dessa mästerskap arrangerades i Kanada.
Den i särklass mest framgångsrika simmaren under mästerskapen blev ungerskan Katinka Hosszú som vann sju stycken guld. Endast USA, med hela sin trupp, vann fler guld under mästerskapen.

## Medaljsummering

### Män
| Gren               | Guld | Guld     | Silver | Silver   | Brons | Brons    |
| Frisim             | |          | |          | |          |
| 50 meter           | Jesse Puts Nederländerna | 21,10    | Vladimir Morozov Ryssland | 21,14    | Simonas Bilis Litauen | 21,23    |
| 100 meter          | Simonas Bilis Litauen | 46,58    | Shinri Shioura Japan | 46,59    | Tommaso D'Orsogna Australien | 46,70    |
| 200 meter          | Park Tae-hwan Sydkorea | 1.41,03  | Chad le Clos Sydafrika | 1.41,65  | Aleksandr Krasnych Ryssland | 1.41,95  |
| 400 meter          | Park Tae-hwan Sydkorea | 3.34,59  | Aleksandr Krasnych Ryssland | 3.35,30  | Péter Bernek Ungern | 3.37,65  |
| 1500 meter         | Park Tae-hwan Sydkorea | 14.15,51 | Gregorio Paltrinieri Italien | 14.21,94 | Wojciech Wojdak Polen | 14.25,37 |
| Ryggsim            | |          | |          | |          |
| 50 meter           | Junya Koga Japan | 22,85    | Jérémy Stravius Frankrike | 22,99    | Pavel Sankovich Belarus | 23,03    |
| 100 meter          | Mitch Larkin Australien | 49,65    | Andreij Sjabasov Ryssland | 49,69    | Xu Jiayu Kina | 50,02    |
| 200 meter          | Radosław Kawęcki Polen | 1.47,63  | Jacob Pebley USA | 1.48,98  | Masaki Kaneko Japan | 1.49,18  |
| Bröstsim           | |          | |          | |          |
| 50 meter           | Cameron van der Burgh Sydafrika | 25,64    | Peter John Stevens Slovenien | 25,85    | Felipe Lima Brasilien | 25,98    |
| 100 meter          | Marco Koch Tyskland | 56,77    | Vladimir Morozov Ryssland | 57,00    | Fabio Scozzoli Italien | 57,04    |
| 200 meter          | Marco Koch Tyskland | 2.01,21  | Andrew Willis Storbritannien | 2.02,71  | Michail Dorinov Ryssland | 2.03,09  |
| Fjärilsim          | |          | |          | |          |
| 50 meter           | Chad le Clos Sydafrika | 21,98    | Tom Shields USA | 22,40    | David Morgan Australien | 22,47    |
| 100 meter          | Chad le Clos Sydafrika | 48,08    | Tom Shields USA | 49,09    | David Morgan Australien | 49,31    |
| 200 meter          | Chad le Clos Sydafrika | 1.48,76  | Tom Shields USA | 1.49,50  | Daiya Seto Japan | 1.49,97  |
| Individuell medley | |          | |          | |          |
| 100 meter          | Michael Andrew USA | 51,84    | Daiya Seto Japan | 52,01    | Shinri Shioura Japan | 52,17    |
| 200 meter          | Wang Shun Kina | 1.51,74  | Philip Heintz Tyskland | 1.52,07  | Daiya Seto Japan | 1.52,89  |
| 400 meter          | Daiya Seto Japan | 3.59,24  | Max Litchfield Storbritannien | 4.00,66  | Dávid Verrasztó Ungern | 4.01,56  |
| Lagkapp            | |          | |          | |          |
| 4×50 meter frisim  | Ryssland Aleksei Brianskij (21,70) Nikita Lobintsev (21,06) Aleksandr Popkov (20,85) Vladimir Morozov (20,71) Kirill Prigoda[a]                                                         | 1.24,32  | USA Paul Powers (21,73) Blake Pieroni (21,14) Michael Chadwick (21,02) Tom Shields (20,58) Dillon Virva[a] Michael Andrew[a]               | 1.24,47  | Japan Kosuke Matsui (21,81) Kenta Ito (20,96) Shinri Shioura (20,60) Junya Koga (21,14) | 1.24,51  |
| 4×100 meter frisim | Ryssland Nikita Lobintsev (47,34) Michail Vekovisjtjev (46,96) Vladimir Morozov (45,42) Aleksandr Popkov (46,18) Aleksej Brianskij[a]                                                   | 3.05,90  | Frankrike Clément Mignon (46,91) Jérémy Stravius (46,21) Jordan Pothain (47,90) Mehdy Metella (46,33) Yonel Govindin[a]                    | 3.07,35  | Australien Brayden McCarthy (47,57) Daniel Smith (46,84) David Morgan (47,48) Tommaso D'Orsogna (45,87) Jack Gerrard[a] USA Michael Chadwick (47,56) Tom Shields (46,59) Paul Powers (47,59) Blake Pieroni (46,02) Matthew Josa[a] | 3.07,76  |
| 4×200 meter frisim | Ryssland Michail Dovgalyuk (1.44,27) Michail Vekovisjtjev (1.42,86) Artem Lobuzov (1.44,04) Aleksandr Krasnych (1.40,93) Daniil Pasynkov[a]                                             | 6.52,10  | USA Blake Pieroni (1.43,14) Jacob Pebley (1.43,38) Pace Clark (1.44,16) Zane Grothe (1.42,66)                                              | 6.53,34  | Japan Yuki Kobori (1.43,97) Daiya Seto (1.42,54) Tsubasa Amai (1.44,11) Katsuhiro Matsumoto (1.42,92) | 6.53,54  |
| 4×50 meter medley  | Ryssland Andrey Sjabasov (23,46) Kirill Prigoda (25,52) Aleksandr Popkov (22,08) Vladimir Morozov (20,46) Grigorij Tarasevitj[a] Oleg Kostin[a] Daniil Pachomov[a] Aleksei Brianskij[a] | 1.31,52  | USA Jacob Pebley (23,54) Cody Miller (25,68) Tom Shields (21,94) Michael Chadwick (20,81) Matthew Josa[a] Michael Andrew[a] Paul Powers[a] | 1.31,97  | Belarus Pavel Sankovitj (23,05) Ilja Sjymanovitj (25,82) Yauhen Tsurkin (22,59) Anton Latkin (21,03) | 1.32,49  |
| 4×100 meter medley | Ryssland Andrej Sjabasov (50,30) Kirill Prigoda (55,78) Aleksandr Charlanov (49,51) Vladimir Morozov (45,58) Grigorij Tarasevitj[a] Oleg Kostin[a] Aleksandr Popkov[a]                  | 3.21,17  | Australien Mitch Larkin (50,24) Tommy Sucipto (57,46) David Morgan (49,32) Tommaso D'Orsogna (20,81) Bobby Hurley[a] Daniel Smith[a]       | 3.23,56  | Japan Junya Koga (50,26) Yoshiki Yamanaka (57,57) Takeshi Kawamoto (50,02) Shinri Shioura (46,86) Kenta Ito[a] | 3.24,71  |

### Kvinnor
| Gren               | Guld | Guld    | Silver | Silver  | Brons | Brons   |
| Frisim             | |         | |         | |         |
| 50 meter           | Ranomi Kromowidjojo Nederländerna | 23,60   | Silvia Di Pietro Italien | 23,90   | Madison Kennedy USA | 23,93   |
| 100 meter          | Brittany Elmslie Australien | 51,81   | Ranomi Kromowidjojo Nederländerna                                                                                                  | 51,92   | Penny Oleksiak Kanada | 52,01   |
| 200 meter          | Federica Pellegrini Italien | 1.51,73 | Katinka Hosszú Ungern | 1.52,28 | Taylor Ruck Kanada | 1.52,50 |
| 400 meter          | Leah Smith USA | 3.57,78 | Veronika Popova Ryssland | 3.58,90 | Chihiro Igarashi Japan | 3.59,41 |
| 800 meter          | Leah Smith USA | 8.10,17 | Ashley Twichell USA | 8.11,95 | Kiah Melverton Australien | 8.16,51 |
| Ryggsim            | |         | |         | |         |
| 50 meter           | Etiene Medeiros Brasilien | 25,82   | Katinka Hosszú Ungern | 25,99   | Ali DeLoof USA | 26,14   |
| 100 meter          | Katinka Hosszú Ungern | 55,54   | Kylie Masse Kanada | 56,24   | Georgia Davies Storbritannien | 56,45   |
| 200 meter          | Katinka Hosszú Ungern | 2.00,79 | Daryna Zevina Ukraina | 2.02,24 | Emily Seebohm Australien | 2.02,65 |
| Bröstsim           | |         | |         | |         |
| 50 meter           | Lilly King USA | 28,92   | Alia Atkinson Jamaica | 29,11   | Molly Hannis USA | 29,58   |
| 100 meter          | Alia Atkinson Jamaica | 1.03,03 | Lilly King USA | 1.03,35 | Molly Hannis USA | 1.03,89 |
| 200 meter          | Molly Renshaw Storbritannien | 2.18,51 | Kelsey Wog Kanada | 2.18,52 | Chloé Tutton Storbritannien | 2.18,83 |
| Fjärilsim          | |         | |         | |         |
| 50 meter           | Jeanette Ottesen Danmark | 24,92   | Kelsi Worrell USA | 25,27   | Rikako Ikee Japan | 25,32   |
| 100 meter          | Katinka Hosszú Ungern | 55,12   | Kelsi Worrell USA | 55,22   | Rikako Ikee Japan | 55,64   |
| 200 meter          | Katinka Hosszú Ungern | 2.02,15 | Kelsi Worrell USA | 2.02,89 | Zhang Yufei Kina | 2.05,10 |
| Individuell medley | |         | |         | |         |
| 100 meter          | Katinka Hosszú Ungern | 57,24   | Emily Seebohm Australien | 57,97   | Alia Atkinson Jamaica | 58,04   |
| 200 meter          | Katinka Hosszú Ungern | 2.02,90 | Ella Eastin USA | 2.05,02 | Madisyn Cox USA | 2.05,93 |
| 400 meter          | Katinka Hosszú Ungern | 4.21,67 | Ella Eastin USA | 4.27,74 | Madisyn Cox USA | 4.27,78 |
| Lagkapp            | |         | |         | |         |
| 4×50 meter frisim  | Kanada Michelle Williams (24,07) Sandrine Mainville (23,62) Taylor Ruck (23,77) Penny Oleksiak (23,54) Alexia Zevnik[a] Sarah Darcel[a]                      | 1.35,00 | Nederländerna Tamara van Vliet (24,45) Ranomi Kromowidjojo (23,11) Maaike de Waard (24,09) Kim Busch (23,72) Maud van der Meer[a]  | 1.35,37 | Italien Silvia Di Pietro (23,92) Erika Ferraioli (23,52) Aglaia Pezzato (24,06) Federica Pellegrini (24,11)                                          | 1.35,61 |
| 4×100 meter frisim | USA Amanda Weir (52,95) Kelsi Worrell (51,04) Madison Kennedy (52,84) Mallory Comerford (51,99) Ali DeLoof[a] Katie Drabot[a] Katrina Konopka[a]             | 3.28,82 | Italien Erika Ferraioli (53,51) Silvia Di Pietro (52,06) Aglaia Pezzato (52,52) Federica Pellegrini (52,19)                        | 3.30,28 | Nederländerna Maud van der Meer (53,48) Marrit Steenbergen (53,17) Maaike de Waard (53,09) Ranomi Kromowidjojo (51,36) Kim Busch[a] Robin Neumann[a] | 3.31,10 |
| 4×200 meter frisim | Kanada Katerine Savard (1.55,53) Taylor Ruck (1.51,69) Kennedy Goss (1.54,62) Penny Oleksiak (1.52,05) Alexia Zevnik[a]                                      | 7.33,89 | USA Leah Smith (1.54,87) Mallory Comerford (1.53,32) Sarah Gibson (1.55,43) Madisyn Cox (1.55,03) Katie Drabot[a]                  | 7.38,65 | Ryssland Daria Mullakaeva (1.57,53) Daria Ustinova (1.55,13) Arina Openysjeva (1.54,83) Veronika Popova (1.52,44) Irina Krivonogova[a]               | 7.39,93 |
| 4×50 meter medley  | USA Ali DeLoof (26,12) Lilly King (28,78) Kelsi Worrell (24,44) Katrina Konopka (23,93)                                                                      | 1.43,27 | Italien Silvia Scalia (26,96) Martina Carraro (30,12) Silvia Di Pietro (24,88) Erika Ferraioli (23,42)                             | 1.45,38 | Danmark Mie Nielsen (26,71) Matilde Schrøder (30,67) Emilie Beckmann (24,96) Jeanette Ottesen (23,64)                                                | 1.45,98 |
| 4×100 meter medley | USA Ali DeLoof (56,68) Lilly King (1.03,71) Kelsi Worrell (55,48) Mallory Comerford (52,02) Hellen Moffitt[a] Molly Hannis[a] Sarah Gibson[a] Amanda Weir[a] | 3.47,89 | Kanada Kylie Masse (56,29) Rachel Nicol (1.05,13) Katerine Savard (56,38) Penny Oleksiak (51,07) Hilary Caldwell[a] Taylor Ruck[a] | 3.48,87 | Australien Emily Seebohm (56,18) Jessica Hansen (1.04,83) Emily Washer (56,90) Brittany Elmslie (51,75)                                              | 3.49,66 |

### Mixed
| Gren              | Guld | Guld    | Silver | Silver  | Brons                                                                                                   | Brons   |
| 4×50 meter frisim | Ryssland Aleksei Brianskij (21,40) Vladimir Morozov (20,44) Maria Kameneva (24,01) Rozalija Nasretdinova (23,88) | 1.29,73 | Nederländerna Jesse Puts (21,27) Nyls Korstanje (21,15) Ranomi Kromowidjojo (23,34) Maaike de Waard (24,06) | 1.29,82 | Kanada Yuri Kisil (21,39) Markus Thormeyer (21,28) Michelle Williams (23,48) Sandrine Mainville (23,68) | 1.29,83 |
| 4×50 meter medley | USA Tom Shields (23,45) Lilly King (28,74) Kelsi Worrell (24,59) Michael Chadwick (20,44)                        | 1.37,22 | Brasilien Etiene Medeiros (25,93) Felipe Lima (25,46) Nicholas Santos (21,93) Larissa Oliveira (24,42)      | 1.37,74 | Japan Junya Koga (22,74) Yoshiki Yamanaka (26,48) Rikako Ikee (24,89) Sayuki Ouchi (24,34)              | 1.38,45 |

a  Simmade endast försöken men mottog medalj.